# Luis Ojeda
Luis Ojeda (sinh ngày 21 tháng 3 năm 1990) là một cầu thủ bóng đá người Argentina.

## Sự nghiệp câu lạc bộ
Luis Ojeda đã từng chơi cho JEF United Chiba.